# أدانكاتا
أدانكاتا هي قرية تقع في إقليم سوتشافا في شمال رومانيا. وبلغ عدد سكانها 7,801 نسمة عام 2002.